# Buchenwollschildlaus
Die Buchenwollschildlaus (Cryptococcus fagisuga) ist eine Art aus der Familie der Eriococcidae, die zu den Schildläusen zählt. Die Art lebt ursprünglich auf der in Europa heimischen Rotbuche (Fagus sylvatica). Sie sitzt – oft kolonieweise – besonders auf dünner Rinde an freiliegenden Wurzelansätzen oder Ästen. Mit ihren langen Saugrüsseln bohren sie den Baum an und ernähren sich vom Phloemsaft.
Unter ungünstigen Bedingungen für die Rotbuche oder bei gleichzeitigem Pilzbefall kann die Buchenwollschildlaus zum „Schädling“ werden. Die Rotbuche ist dabei weniger anfällig als die Amerikanische Buche (Fagus grandifolia).

## Beschreibung
Von der Art sind bisher (Stand: 2010) keine Männchen bekannt. Die Weibchen vermehren sich parthenogenetisch, d. h., ohne Befruchtung. Sie sind halbkugelförmig, haben einen Durchmesser von 0,75 bis 1 Millimeter, sind beinlos, flügellos, gelb und tragen auf dem Rücken Flocken/Büschel weißer Wachswolle.
Von Juni bis Oktober legen die Weibchen bis zu 50 unbefruchtete Eier, aus denen sich lebhafte (Lauf-)Larven entwickeln, die noch Beine haben. Diese Larven lassen sich vom Wind verbreiten und besiedeln geeignete Stellen an Buchen. Sie zapfen, gleichfalls mit einem auffallend langen Rüssel, den Saftstrom der Bäume an. Im Frühjahr des zweiten Jahres entwickeln sich diese Larven weiter zu den „Mutterläusen“. Diese haben keine Beine und nur winzige Fühlerstummel.

## Schädigung befallener Bäume
Stark befallene Buchen sehen auf Grund der Wachswolle der Buchenwollschildlaus von Weitem aus, als wären sie mit weißer Farbe gestrichen. Das vom Saugen durchbohrte Gewebe der Bäume kann zur Neubildung von Zellen angeregt werden und bei starkem Befall vier bis zwölf Jahre später zu krebsartigen Wucherungen anwachsen. Dabei kommt es häufig zum so genannten Schleimfluss und zu Infektionen durch die Pilze Nectria coccinea var. faginata und Nectria galligena, Bakterien und andere Insekten. Durch solche Kombinationen können selbst große Buchen deutlich geschwächt werden. Im Extremfall sterben Rinde und Bast ab und lösen sich vom Holzkörper, wodurch der Baum stirbt.

## Verbreitung
Das ursprüngliche Verbreitungsgebiet der Buchenwollschildlaus in Europa entspricht der Verbreitung der Rotbuche und erstreckt sich somit von Südschweden bis in die Türkei. Um 1890 wurde die Buchenwollschildlaus mit Pflanzen nach Nova Scotia im Südosten Kanadas eingeschleppt. Sie zählt dort zu den Neozoen und befällt die Amerikanische Buche.
Bis 1980 hatte sie sich auf die Neuengland-Staaten, New York und das östliche Pennsylvania ausgebreitet. 1981 wurde die Art erstmals im Monongahela National Forest in West-Virginia gefunden. 1984 wurde sie im Holden Arboretum im Lake County (Ohio) gefunden, in den folgenden Jahren – in geringen Häufigkeiten – auch in anderen Teilen Ohios.